# Ophionellus manni
Ophionellus manni là một loài tò vò trong họ Ichneumonidae.